# Vincent Muratori
Vincent Muratori (Orange, 3 agosto 1987) è un ex calciatore francese, di ruolo difensore.

## Palmarès

### Club

#### Competizioni nazionali
- Ligue 2: 1

Nancy: 2015-2016